# عزيز الشوان
عزيز الشوان (6 مايو 1916 ـ 14 مايو 1993) هو مؤلف موسيقي مصري ينتمي إلى الجيل الثاني من مؤلفي الموسيقى المصريين. له مؤلفات عديدة في القوالب الكلاسيكية العالمية.

## مولده ودراسته
ولد عزيز الشوان بالقاهرة في 6 مايو 1916، وبدأ في تعلم عزف الكمان وهو في التاسعة من عمره ثم اتجه إلى دراسة التأليف الموسيقي بعد تعرضه لحادث أصاب يده اليسرى ومنعه من مواصلة العزف. درس الشوان التأليف الموسيقي على يد الأستاذ الألماني يوهان فون إيرفيو، ثم درس على يد الأستاذ الإيطالي «ميناتو»، ثم الأستاذ الروسي «أرولوفيتسكي».
حصل الشوان على دبلوم الدراسات التجارية العليا من كلية الخرنفش وهو في التاسعة عشرة من عمره.

## دراسته في الاتحاد السوفييتي
في عام 1954 قاد الشوان حفلًا قدم فيه أول مؤلفاته، وهو القصيد السيمفوني «عطشان يا صبايا»، وفي عام 1961 زار مصر مؤلف الموسيقى الأرمني السوفييتي آرام خاتشاتوريان ـ أثناء جولة قدم فيها بعض مؤلفاته في القاهرة وبيروت ـ وقاد أوركسترا القاهرة السيمفوني، فانتهز عزيز الشوان الفرصة وعرض عليه بعض مؤلفاته، فأعجب بها خاتشوريان ونصحه بالسفر إلى موسكو ليدرس معه في كونسرفتوار تشايكوفسكي. كان عرض خاتشوريان مغريا حتى أن الشوان استقال من عمله وسافر إلى موسكو بالفعل، وهناك سجل بعض مؤلفاته الموسيقية.

## عودته إلى مصر
في عام 1969 عاد الشوان إلى مصر وقرر التفرغ للتأليف الموسيقي، فكتب موسيقى باليه «إيزيس وأوزيريس»، التس سجلت في ألمانيا وعزفها أوركسترا لايبتزغ، وقد ظل الشوان يسعى طيلة ثلاثين عامًا لتقديم أحد أعماله الكبيرة على مسرح دار أوبرا القاهرة، غير أن ذلك لم يتحقق إلا في يوليو 1994 ـ بعد مرور أكثر من عام على وفاة الشوان ـ حيث عرضت أوبراه «أنس الوجود» لأول مرة،

## أوبرا أنس الوجود
كتب النص الشعري لأوبرا أنس الوجود الشاعر سلامة العباسي، مستوحيا شخصياتها وأحداثها من قصص ألف ليلة وليلة في «نهاية العصر القبطي والفترة الأولى للفتح العربي لمصر» كي يعرض فيها لمحات من الحياة المصرية في هذه الفترة من التاريخ. عُرضت الأوبرا لأول مرة ـ على شكل «كونسير موسيقي» ـ على مسرح أوبرا القاهرة في يوليو 1994 بقيادة المايسترو يوسف السيسي. أما حلمه بتقديمها كعرض مسرحي متكامل فلم يتحقق إلا في عام 1996 بعد 3 سنوات من تاريخ وفاته، وبقيادة نفس المايسترو، لتكون أول محاولة لتقديم أوبرا عربية كاملة، بداية من الألحان والنص وانتهاء بكافة عناصر العرض الأوبرالي.

## أعماله الوظيفية
عمل عزيز الشوان في عدة شركات أجنبية، كما عمل مديرا لقسم الإسطوانات بشركة فيليبس، ثم مستشارا للموسيقي بأوركسترا القاهرة السيمفوني، كما كان عضوا بلجنة المسرح الغنائي بمسرح البالون، وعمل مديرًا للمركز الثقافي السوفييتي بالقاهرة لمدة إثنى عشر عامًا كتب خلالها عدة مؤلفات موسيقية.

## من مؤلفاته الموسيقية
- القصيد السيمفونى «عطشان يا صبايا» (1950)
- أربع متتاليات للأوركسترا
- فانتازيا أندلسية
- كونشرتو البيانو الأول
- ثلاث غنائيات للكورال والأوركسترا
- سيمفونية عمان
- أوبرا عنترة (شعر أحمد شوقي، 1947)
- أوبرا انس الوجود (1970)
- باليه إيزيس وأوزيريس (1972)
- ثلاث سيمفونيات
- عدد من مؤلفات موسيقى الحجرة
- ألحان وموسيقى تصويرية لفيلم رسالة إلى الله للمخرج كمال عطية (1961)

## من كتاباته عن الموسيقى
- الموسيقي للجميع (الهيئة المصرية العامة للكتاب، 1979)[5]
- الموسيقى تعبير نغمي.. ومنطق (الهيئة المصرية العامة للكتاب، 1986)
- تطوير الموسيقى المصرية[3]

## تكريمه
- الجائزة الأولي للتأليف الموسيقي (وزارة الثقافة المصرية، 1956)
- وسام العلوم والفنون من الطبقة الأولى (مصر، 1969)
- وسام عمان من الدرجة الثانية (سلطنة عمان، 1985)
- ميدالية لأحسن موسيقي تصويرية للأفلام التسجيلية

## أسرته
تعمل ابنته سلوى الشوان كاستيلو-برانكو (Salwa El-Shawan Castelo-Branco) أستاذة لعلم موسيقى الشعوب بجامعة لشبونة الجديدة (بالبرتغالية: Universidade Nova de Lisboa) بالعاصمة البرتغالية لشبونة.

## وفاته
توفي الشوان في القاهرة في 14 مايو 1993.

## وصلات خارجية
- جريدة الأهرام: احتفالية فنية في ذكري عزيز الشوان، 19 يونيو 2003